# 克沙奇病毒
克沙奇病毒（coxsackievirus），又稱柯薩奇病毒，分類上屬於微小核糖核酸病毒科(Picornaviridae)、腸道病毒屬(Enterovirus)的成員之一，依感染新生幼鼠之臨床症狀與組織病理特性分成A、B兩群。克沙奇病毒A群(Group A coxsackievirus, CVA)包含23種血清型(serotype)，主要感染未成熟的小鼠肌細胞，造成廣泛性的肌肉發炎諸如肌炎及無力肢體麻痺症(flaccid paralysis)等。克沙奇病毒B群(Group B coxsackievirus, CVB)包含6種血清型，能造成新生幼鼠全身性多重器官及組織感染，包括心臟、胰臟、肝臟、腎上腺組織及中樞神經系統等，臨床上與多種新生兒疾病有關，包括病毒性心肌炎、腦膜腦炎、肝炎、肺炎及凝血病變等。

## 名称
克沙奇病毒得名于其分离地科克萨基（纽约州格林縣）。

## 分類
依據病毒核酸序列相似性，可將腸道病毒屬分為5種不同血清型之克沙奇病毒被歸類於下：血清型 CVA2-8,10,12,14,16 歸類在Human Enterovirus A(HEV-A)、血清型CVA9及CVB1-6 歸類在Human Enterovirus B(HEV-B)，血清型 CVA1,11,13,15,17-22,24則歸類在Human Enterovirus C(HEV-C)。

## 外部連結
- 微生物免疫學-Picornaviridae(小RNA病毒科)
- 3D macromolecular structures of Coxsackieviruses from the EM Data Bank(EMDB)（页面存档备份，存于）